# Саргис I Джакели
Саргис I Джакели (груз. სარგის I ჯაყელი; ум. 1285) — грузинский владетельный князь (мтавари) из рода Джакели, ставший первым независимым князем Самцхе в 1268 году.
Саргис был сыном Беки Джакели, погибшего в битве с монголами в 1220 году, и внуком Иване I Джакели, эристави и спасалара Самцхе. У него был старший брат Иване, также известный как Папа, с которым Саргис сражался под командованием их деда с вторгшимися в Грузию анатолийскими турками около 1245 года. К тому времени Грузинское царство находилось под властью монголов и пришло в упадок.
Затем Саргис появляется в исторических записях в качестве спасалара Самцхе, по-видимому, он сменил на этом месте своего деда Иване, который, возможно, скончался около 1247 года. Саргис верно служил грузинскому царю Давиду VII Улу, который в 1260 году восстал против власти монгольских ильханов и поставил во главе своих войск Джакели. В декабре 1260 года, командуя армией из 8000 мятежников, Саргис сразился с около 20 000 монголов, которых возглавлял Аргун-ака, в окрестностях Ташискари и Ахалдабы. Хотя первое столкновение грузинского авангарда из 1500 воинов с 6000 монгольскими всадниками было успешным, мятежники в конечном итоге были разбиты, когда основные силы вступили в бой. Саргис отступил к лагерю восставшего царя Давида VII в Ацкури, но ему удалось отбить атаку Аргун-аки на его родовую крепость Цихисджвари в мае 1261 года. Впоследствии Давид VII и Саргис отказались от борьбы и нашли убежище у Давида VI, двоюродного брата Давида VII и царя Имеретии.
В 1262 году Саргис сопровождал Давида VII в его путешествии ко двору ильхана. По некоторым сообщениям он признал себя виновным в мятеже, чтобы спасти своего цаского сюзерена от гнева хана Хулагу, сославшись на коррупцию сборщиков налогов ильхана в качестве предлога. Примерно в то же время Саргис принял участие в войне ильхана против Берке, правителя Золотой Орды, и предположительно спас жизнь Хулагу во время битвы. Хан решил вознаградить Саргиса за службу, пожаловав ему город Карин. Факт оказанной ему почести в свою пользу использовали грузинские враги Саргиса, сумевшие убедить податливого царя Давида VII в предательстве Джакели. Саргис был заключён в тюрьму по возвращении в Тбилиси, но быстро освобождён благодаря вмешательству ильхана. Почувствовав себя преданным, Саргис порвал связи с грузинским двором, оставшись верным вассалом ильханов и получив от Хулагу для своих владений статус инджу, то есть «коронной земли», в 1266 году. Это означало, что Самцхе стал фактически независимым от грузинской короны и был поставлен под прямой сюзеренитет ильхана. Однако связь Саргиса с грузинским двором не была окончательно разорвана, поскольку мы слышим о том, что он имел сан верховного казначея при Деметре II Самопожертвователя, правившего в 1270—1289 годах. Больной и престарелый князь Саргис закончил свою жизнь в уединении в монастыре Сапара под именем Саба. На месте правителя Самцхе его сменил сын Бека I Джакели, который также возвёл церковь в монастыре и посвятил её святому Сабе, когда отец был ещё жив.